# Turism

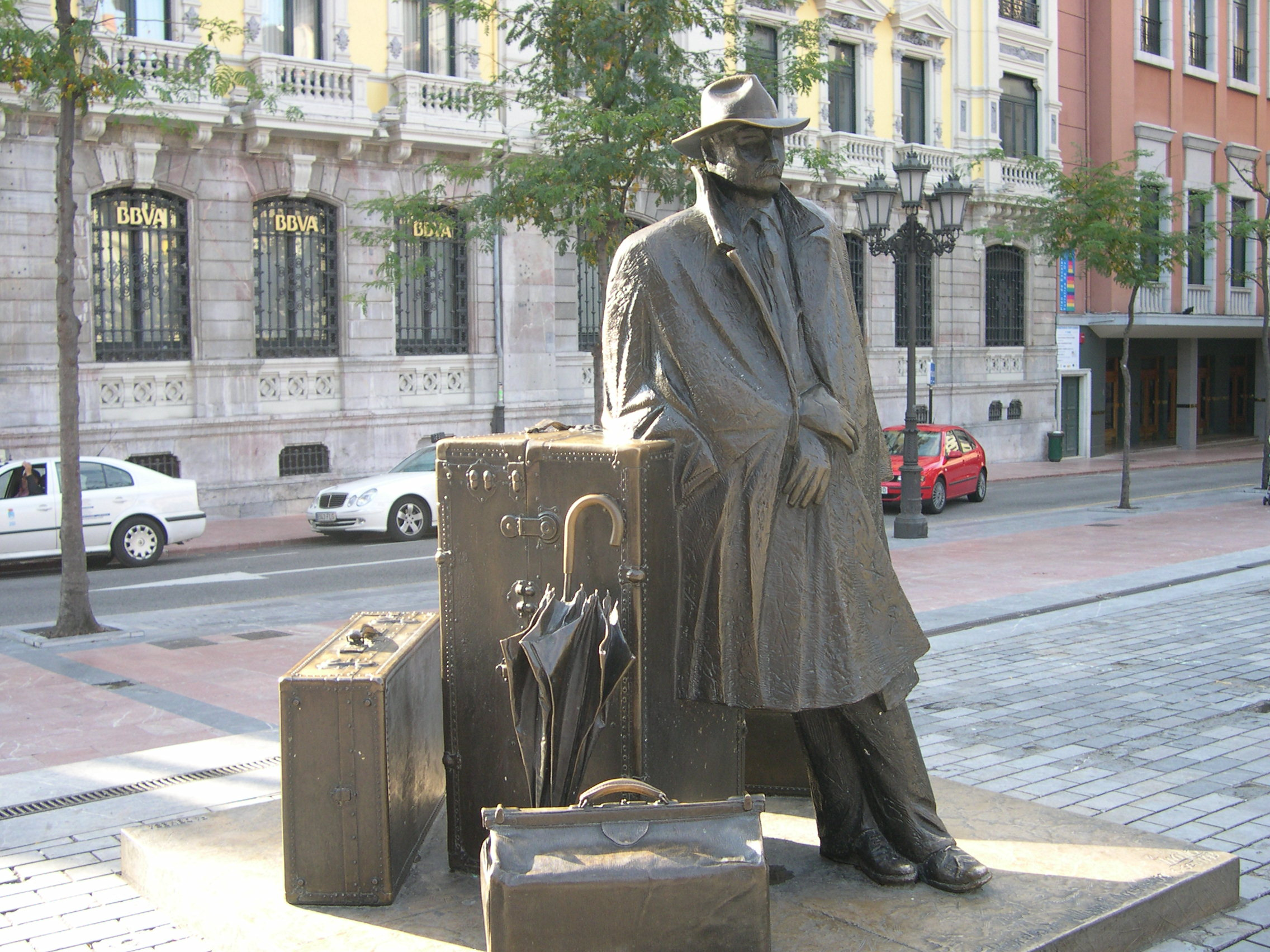
El viaxeru av Eduardo Úrculo i Oviedo, Spanien.

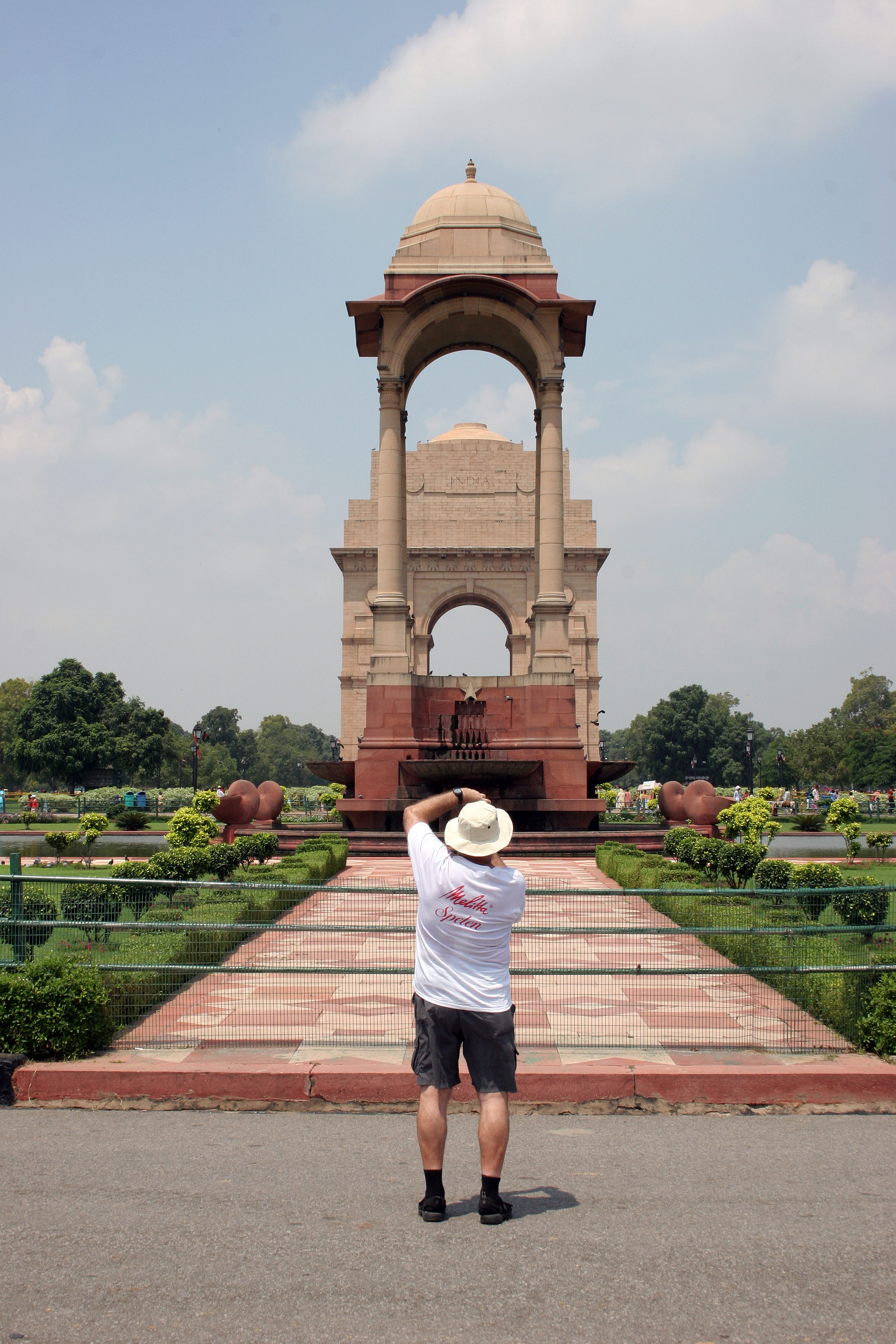
Fotograferande turist vid India Gate i New Delhi.

Turism är människors aktiviteter när de reser till och vistas på platser utanför sin vanliga omgivning en kortare tid än ett år. Turism och besöksnäring kan innefatta fritidsaktiviteter, personliga besök, övernattning, shopping eller andra aktiviteter. Numer räknar man även in affärsresor och resor till fritidshus i turism då detta är utanför personens vanliga omgivning.
Defintionen enligt Världsturismorganisationen (World Tourism Organisation, UNWTO) är:
| ” | [...] Turism omfattar människors aktiviteter när de reser till och vistas på platser utanför sin vanliga omgivning för kortare tid än ett år för fritid, affärer eller andra syften. | „ |

De mest besökta länderna 2001.

I begreppet aktiviteter innefattas sociala, kulturella och ekonomiska aktiviteter som personen utför utanför sin vanliga omgivning och omfattar i praktiken allt slags resande som inte är av daglig art som till exempel daglig pendling. Eftersom begreppet inte enbart är koncentrerat till det nöjesbetonade fritidsresandet har ordet turist börjat bytas ut till ordet besökare för att även inkludera affärsmässiga och professionella resor.

## Turismens beståndsdelar

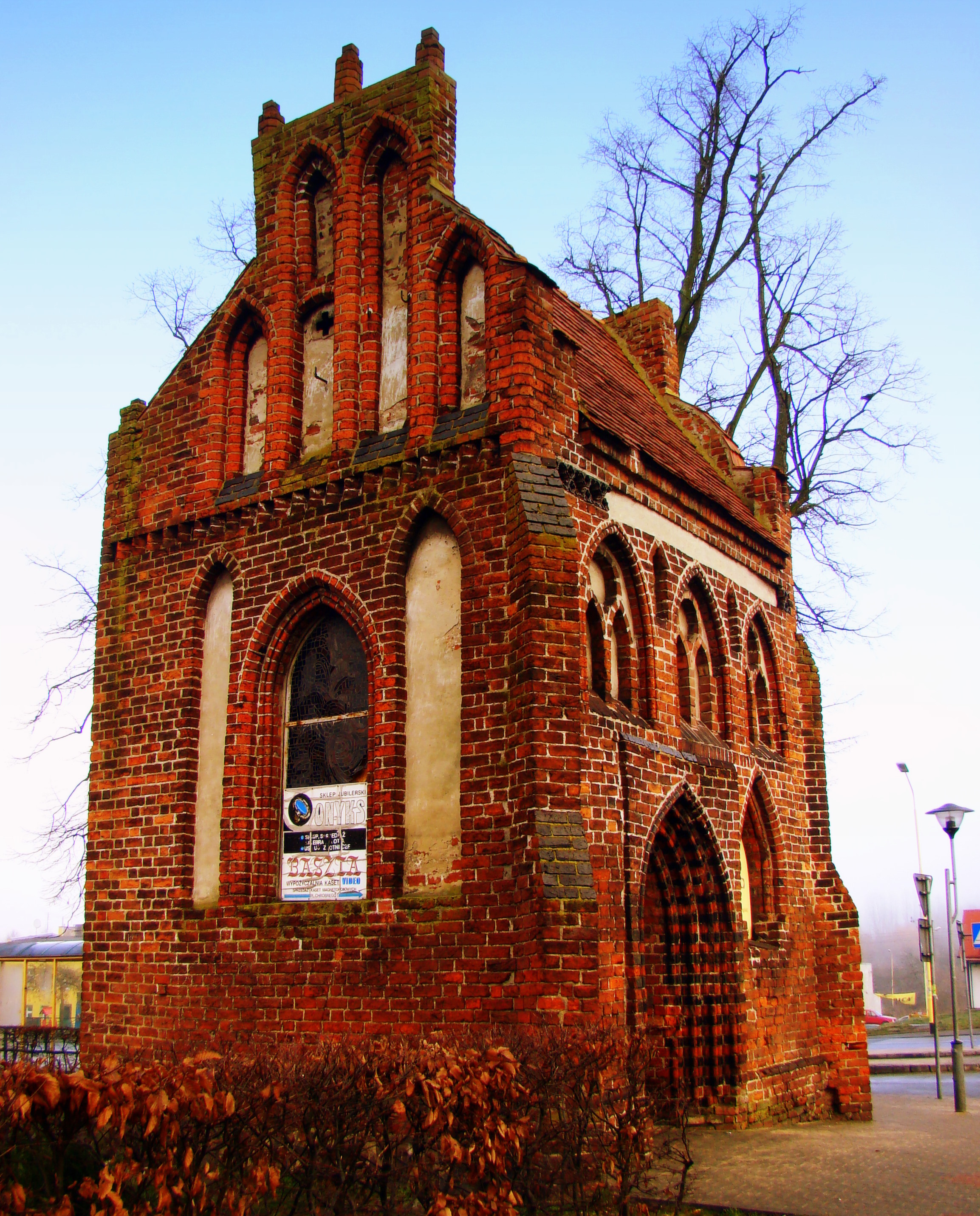
Turistbyrån i tidigare kapell i Police, Polen

Turismen som bransch brukar anses ha sex beståndsdelar där de olika delarna har ett naturligt samband men består av två ganska olika kategorier; försäljning/distribution, och resandet står för sig och därtill finns de som tillhandahåller "Bo-Äta-Göra-Handla", det vill säga boendeanläggningar, matleverantörer, aktivitetsarrangörer och shopping.
I kategorin försäljning/distribution ingår de parter som erbjuder bokning samt försäljning av resor och hotell. Som regel är det en researrangör, en resebyrå eller det företag som kommer att utföra transporten, exempelvis flygbolaget eller bussbolaget. Många biljetter och hotell bokas idag via Internet.
I kategorin resandet ingår alla de parter som erbjuder nationella och internationella transportmöjligheter för personer, det vill säga med bil, buss, båt, tåg och flyg.
Kategorin boende innehåller boendemöjligheter från slott till camping. Denna del ger fler arbetstillfällen inom turism än de andra kategorierna. Kategorin äta innebär den mat besökande konsumerar, från självhushåll till lyxiga restauranger.
Grupperna Göra och Handla anses vara det som lockar nöjesturism till en viss plats, medan "bo", "äta" är något turisterna behöver eller gör men inte planerar lika noga, men som ändå omsätter mer än "göra". Ändå är ofta bra boende och bra restauranger, samt inte minst den servicekänsla som ges, viktig i val av resmål för många turister som är beredda att betala mer.
Att shoppa är också ett väsentligt inslag i turistresandet, vilket är av betydelse för detaljhandeln. Här är värt att notera att turism inte enbart handlar om en geografiskt förflyttad konsumtion utan också att det i många fall innebär en större konsumtion än som annars skulle ägt rum i hemorten.
Därtill finns också växlingskontor och banker som säljer valuta och turistbyråer som erbjuder information om ortens, regionens och hela landets utbud av turistaktiviteter. Detta kan anses vara en extra grupp som erbjuder övrig service på plats utan att vara en del av nöjet med resan.
På nationell nivå finns instanser som under 2004 omorganiserats avsevärt för att samordna besöksnäringens aktiviteter, marknadsföring och utbildning.
I Sverige omsatte turismen 251 miljarder kr år 2009, inkl affärsresande, varav svenskar 158 och utländska besökare 93 miljarder kr. Av detta lades 50 miljarder på transporter, 73 på boende och restaurang, 104 på handel samt 23 miljarder på kultur, evenemang och tjänster. 
Dessa siffror är en aning osäkra bland annat för att det är svårt att veta hur mycket restaurangomsättning och butiksförsäljning som avser turister (och om de övernattat eller inte, krävs av UNWTO:s definition). De svenska kommuner som omsätter mest inom turism per invånare var 2009: 1. Strömstad 2. Åre 3. Tanum 4. Malung-Sälen 5. Härjedalen. Störst i Sverige på turism i absoluta tal, mätt i antal gästnätter, är Stockholm med 6,4 miljoner gästnätter.

## Turistattraktioner
Det finns många faktorer som lockar människor att resa till främmande platser på fritiden ("göra"-kategorin). Några av dessa är klimat, aktiviteter, god köpkraft att utnyttja vid shopping, sevärdheter och evenemang.
Turism kan kategoriseras efter attraktionernas typ; bland annat finns ekoturism, sakral turism, urban turism, rural turism, kulturturism, gayturism, morbidturism och alkoholturism.
De mest attraktiva länderna är enligt en undersökning av World Economic Forum 2011: 1.Schweiz, 2.Tyskland, 3.Frankrike, 4.Österrike, 5.Sverige, 6.USA, 7. Storbritannien, 8.Spanien, 9.Kanada, 10.Singapore.

## Överturism
Huvudartikel: Överturism 
Överturism (engelska: overtourism) är ett begrepp som beskriver de negativa effekterna som turism kan ha på en destination. Det handlar om hur alltför många turister som besöker en plats under kort tid kan leda till problem som trängsel, miljöförstörelse, stigande priser och försämrad livskvalitet för lokalbefolkningen.

## Turism som metafor
Ordet "turism" har kommit att ägnas som metafor för olika typer av frivilliga, planerade resor, däribland social turism, sexturism, kravallturism och abortturism. Ordet turist används ibland i idrottssammanhang för någon som deltar i en viktig mediabevakad tävling för deltagandets skull, utan att ha chans på en framskjuten placering. En del OS-deltagare har som mål att få delta utan att placeringen där är så viktig.